# Miguel María Lasa
Miguel María Lasa (Oyarzun, 4 november 1947) is een Spaans voormalig wielrenner.
Hij was actief van 1968 tot en met 1981. Hij behaalde meer dan 75 overwinningen in zijn carrière en was dan ook mateloos populair in eigen land. Zijn broer José Manuel was ook een wielrenner, maar veel minder succesvol. Zijn zoon Gaizka was een jaar professioneel wielrenner rijdend voor Karpin-Galicia.

## Overwinningen
1967
Campeonato Vasco Navarro de Montaña
Spaans klimkampioen
Spaans kampioen tijdrijden
1969
Prueba Villafranca de Ordizia
Spaans klimkampioen
1970
12e etappe Ronde van Italië
5e etappe Ronde van Catalonië
Sprintklassement Ronde van Spanje
1e en 7e etappe Ronde van Levante
1e etappe Ronde van de Mijnvalleien
1971
GP Navarra
Spaans klimkampioen
1e, 2e en 4e (deel A) etappe Ronde van het Baskenland
1e etappe Ronde van Asturië
Eindklassement Ronde van Mallorca
1972
11e etappe Ronde van Italië
Spaans klimkampioen
1e etappe (deel A) Catalaanse Week
4e etappe Catalaanse Week
Eindklassement Catalaanse Week
1e en 14e etappe Ronde van Spanje
1973
Klasika Primavera
Proloog Ronde van Mallorca
Eindklassement Ronde van Mallorca
1974
GP Navarra
2e etappe Ronde van Catalonië
1e (deel A) en 5e etappe Ronde van Mallorca
Eindklassement Ronde van het Baskenland
5e etappe Ronde van Asturië
1975
2e etappe Ronde van Spanje
Puntenklassement Ronde van Spanje
2e, 5e en 6e etappe Ronde van Asturië
Eindklassement Ronde van Asturië
1e etappe Ronde van Corsica
Eindklassement Ronde van Corsica
1976
5e etappe (deel B) Ronde van Frankrijk
1977
3e etappe Catalaanse Week
3e en 4e etappe Ronde van het Baskenland
3e etappe Ronde van Asturië
1978
GP Navarra
Prueba Villafranca de Ordizia
Trofeo Masferrer (+ Pedro Torres)
2e etappe (deel A) Catalaanse Week
2e etappe (deel A) Ronde van Catalonië
9e etappe Ronde van Frankrijk
1979
Klasika Primavera
Memoria Santi Andia
18e etappe (deel A) Ronde van Spanje
3e etappe Ronde van het Baskenland
1e etappe Ronde van Asturië
3e etappe Ronde van Valencia
1981
18e etappe Ronde van Italië
17e etappe Ronde van Spanje

## Resultaten in voornaamste wedstrijden
| Jaar | Ronde van Italië | Ronde van Frankrijk | Ronde van Spanje |
| ---- | ---------------- | ------------------- | ---------------- |
| 1969 |                  |                     | 21e              |
| 1970 | 8e (1)           |                     | 7e               |
| 1971 |                  |                     | 4e               |
| 1972 | 9e (1)           |                     | ↑ (2)            |
| 1973 |                  |                     |                  |
| 1974 |                  | 17e                 | ↑                |
| 1975 | 9e               |                     | ↑ (2)            |
| 1976 | 28e              | 34e (1)             |                  |
| 1977 | 19e              |                     | ↑                |
| 1978 | opgave           | 41e (1)             |                  |
| 1979 |                  |                     | 11e (1)          |
| 1980 | 18e              |                     | 9e               |
| 1981 | 37e (1)          |                     | 10e (1)          |

| Jaar | Milaan-San Remo | Parijs-Roubaix | Ronde van Lombardije | Parijs-Tours | Parijs-Brussel |  | WK op de weg |  | Wereldranglijsten |
| ---- | --------------- | -------------- | -------------------- | ------------ | -------------- |  | ------------ |  | ----------------- |
| 1969 |                 |                |                      |              |                |  |              |  |                   |
| 1970 | 65e             |                |                      |              |                |  | 21e          |  |                   |
| 1971 |                 |                |                      |              |                |  |              |  |                   |
| 1972 | 15e             | 35e            |                      | 64e          |                |  |              |  | 11e (SPP)         |
| 1973 |                 |                | 6e                   | 18e          | 9e             |  |              |  |                   |
| 1974 | 26e             |                |                      | 24e          |                |  |              |  |                   |
| 1975 | 48e             |                |                      |              |                |  |              |  | 28e (SPP)         |
| 1976 | 49e             |                |                      |              |                |  |              |  |                   |
| 1977 | 59e             |                |                      |              |                |  |              |  | 27e (SPP)         |
| 1978 | 89e             |                |                      |              |                |  |              |  | 43e (SPP)         |
| 1979 | 95e             |                |                      |              |                |  |              |  |                   |
| 1980 |                 |                |                      |              |                |  |              |  |                   |
| 1981 |                 |                |                      |              |                |  |              |  |                   |